# Treviso
Treviso, venetisch Trevixo [treˈvizo], ist eine  italienische Gemeinde und Provinzhauptstadt der Provinz Treviso in der Region Venetien. Die Stadt hat 85.322 Einwohner (Stand 31. Dezember 2023) und liegt etwa 40 km nordöstlich von Padua und etwa 30 km nördlich von Venedig. Ihre Geschichte reicht bis in die Bronzezeit zurück.

## Geografische Lage
Treviso liegt am Zusammenfluss von Botteniga und Sile in der venezianischen Ebene. Die durchschnittliche Höhe beträgt etwa 15 m s.l.m.

## Klima
|                       | Jan  | Feb  | Mär  | Apr  | Mai  | Jun  | Jul  | Aug  | Sep  | Okt  | Nov  | Dez |   |      |
| Mittl. Tagesmax. (°C) | 7,3  | 9,6  | 14,0 | 18,2 | 23,5 | 26,7 | 29,5 | 29,2 | 24,7 | 19,1 | 12,8 | 8,4 | ⌀ | 18,6 |
| Mittl. Tagesmin. (°C) | −1,0 | −0,2 | 3,9  | 7,9  | 12,7 | 16,2 | 18,4 | 18,1 | 14,1 | 9,6  | 4,4  | 0,4 | ⌀ | 8,8  |
|                       |      |      |      |      |      |      |      |      |      |      |      |     |   |      |
| Niederschlag (mm)     | 67   | 65   | 71   | 68   | 90   | 105  | 66   | 91   | 78   | 81   | 87   | 62  | Σ | 931  |

| −1,0 |

| −0,2 |

| 3,9 |

| 7,9 |

| 12,7 |

| 16,2 |

| 18,4 |

| 18,1 |

| 14,1 |

| 9,6 |

| 4,4 |

| 0,4 |

| −1,0 |

| −0,2 |

| 3,9 |

| 7,9 |

| 12,7 |

| 16,2 |

| 18,4 |

| 18,1 |

| 14,1 |

| 9,6 |

| 4,4 |

| 0,4 |

| N i e d e r s c h l a g | 67  | 65  | 71  | 68  | 90  | 105 | 66  | 91  | 78  | 81  | 87  | 62  |
|                         | Jan | Feb | Mär | Apr | Mai | Jun | Jul | Aug | Sep | Okt | Nov | Dez |

## Geschichte

### Altertum
In prähistorischer Zeit befand sich an gleicher Stelle eine bronzezeitliche Siedlung. Die Stadt Tarvisium wurde 49 v. Chr. römisches municipium, ihre Bürger wurden rechtlich denjenigen Roms, bzw. der Landstädte tendenziell gleichgestellt. Im Jahre 396 wird erstmals die Existenz des Bischofssitzes erwähnt.

### Ostgoten (ab etwa 490), Ostrom (539–540, dann bis 602(?)), Langobarden (ab 568/602)
Unter den Goten und ab Herbst 568 den Langobarden, die Treviso zum (erstmals 602 belegten) Herzogtum machten, erlebte die Stadt eine erste Blütezeit. 539 gelang dem oströmischen Feldherrn Belisar die kurzzeitige Rückeroberung Trevisos im Zuge der Eroberung des Ostgotenreichs, doch bereits 540 eroberten sie die Goten erneut. Nach 568 wurde die Stadt, wohl kampflos, langobardisch, wie der überwiegende Teil Oberitaliens. Das Bistum konnte 602, nachdem die Langobarden Padua erobert hatten, seine Jurisdiktion ins Paduaner Gebiet ausdehnen. Der König der Langobarden, Alboin, hatte mit seiner Armee den Fluss Piave erreicht, wohin ihm der Bischof von Treviso entgegengezogen war. Der König bestätigte Bischof Felix I. seine Besitzungen („facultates“). Von einer Übergabe der Stadt an die Langobarden ist dabei keine Rede. Erst Bischof Felix II. erklärte sich 591 als dem Langobardenreich zugehörig. So wurde vermutet, dass Treviso möglicherweise erst 588 langobardisch wurde, und das nur für einige Jahre. Denn um 600 kam es zu einem Aufstand gegen den langobardischen König Agilulf in Trevisanischen durch einen Dux Ulfari. In einem Brief Papst Gregors wird noch 599 ein „Gulfari“ genannt – möglicherweise ist er identisch mit jenem „Ulfari“ bei Paulus. Damit würde Treviso erst um 602 an die Langobarden gefallen sein, und zwar als Hauptstadt der Provinz Secunda Venetia.

### Karolinger, Ungarn

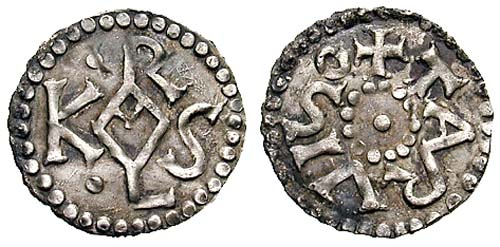
Zur Zeit Karls des Großen in Treviso geprägte Silbermünze, ein Denar

Unter den Karolingern wurde Treviso im 9. Jahrhundert zur Hauptstadt einer Mark mit eigener Münzzeche. 777 wurde Fortunatus Bischof, der sich auf die Seite der Franken stellte und den byzantinischen Einfluss bekämpfte. Fortunatus musste 820 ins Exil gehen. 815 wird in einer Urkunde Ludwigs des Frommen erstmals eine Grafschaft Treviso erwähnt. Die Stadt erhielt das Münzrecht und war Sitz der Grafschaft, die allerdings 828 verkleinert wurde.
Treviso wurde gegen 900 von Ungarn zerstört, am 9. Januar 905 erhielt der Bischof von Berengar I. das Recht, am Hafen Zölle und Abgaben zu erheben. Der Sitz der Grafschaft wurde von Berengar nach Verona verlegt.

### Aufstieg lokaler Familien
In Treviso war die Familie Collalto dominierend, die sich auf langobardische Wurzeln zurückführte. Doch die feudale Zersplitterung der Herrschaft führte dazu, dass andere Adelsfamilien, wie die Da Romano ihre Vorherrschaft im Gebiet zwischen Brenta, Musone und Valdobbiadene durchsetzen konnte. Schließlich errangen die Da Romano und die Camposampiero neben dem Bischof und dem Kapitel die Dominanz in der Stadt und ihrem Umland. Unterhalb dieser Schicht etablierte sich zunehmend ein Dienstadel, der in Treviso vor allem als Avogadro auftrat. Zunächst stiegen die dei Tempesta auf, doch starb die Familie aus. Schließlich setzten die Azzoni sich an die Spitze des Amtes, das längst erblich war und auf Lebenszeit verliehen wurde. Die Adelsfamilien fränkischer, langobardischer und provinzialrömischer Abstammung vermischten sich im Hochmittelalter zunehmend. Dabei stiegen die Valvassoren gegen die Capitani, die neueren Familien gegen die alten auf.
Kaiser Otto III. traf 999 neben zahlreichen Bischöfen und sonstigen Großen des Reichs, unter ihnen Graf Raimbald von Treviso, zusammen. Otto lehnte ihre Forderungen gegenüber Venedig ab und wies Bischof Rozo von Treviso an, sein Verhalten zu ändern. Damit erkannte das Bistum den Anspruch Venedigs auf Heracliana an.
Papst Eugen III. versuchte in einer Bulle, den Besitz des Bistums festzuschreiben und eine klarere Verwaltung zu dekretieren. So entstanden die vier Verwaltungseinheiten Cornuda, Mestre, Quinto und Godego, die Erzpriestern unterstanden. Treviso wurde im Jahr 1164 von Friedrich Barbarossa als freie Kommune anerkannt.

### Kommune, Lombardenbund
Doch im selben Jahr schloss sich die Stadt dem Lombardenbund an und kämpfte in der Schlacht von Legnano gegen den Kaiser.

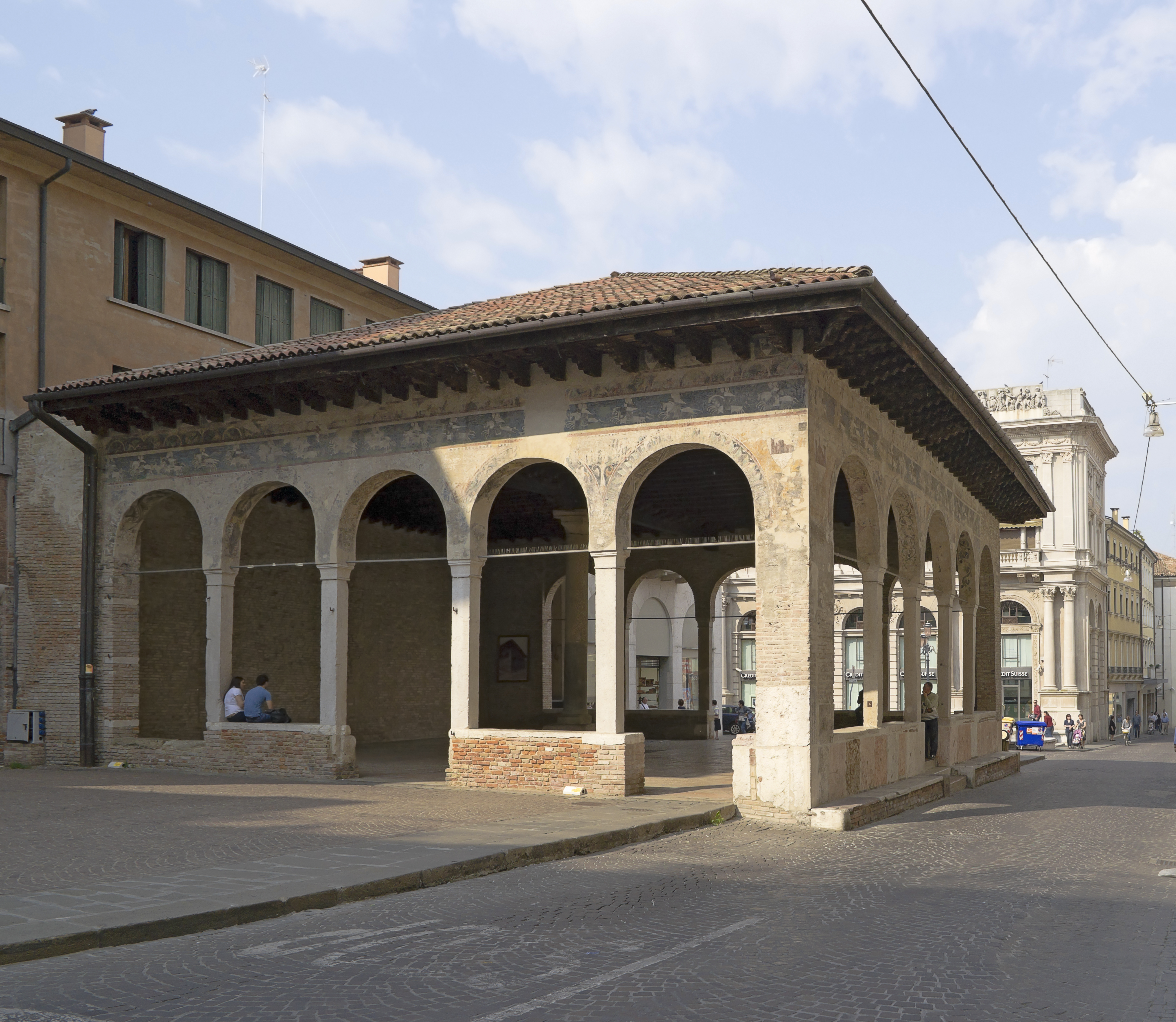
Loggia dei Cavalieri

Zwischen den Kämpfen um geistliche und weltliche Herrschaft, zwischen alten und neuen Adelsgruppen, behauptete sich die Kommune bereits im 12. Jahrhundert. Sie wurde von etwa 1150 bis 1216 von Ratsherrn (it. Consoli) geführt, ab 1176 kam ein Podestà hinzu, der meist aus dem Ausland geholt wurde. Die interne Verwaltung und Machtbeteiligung basierte auf vier Quartieren (Oltrecagnan, Riva, Mezzò, Dom), die wiederum in Gemeinden aufgegliedert waren. Diese bestanden aus regole. Um 1250 wurden die Kommunalstatuten aufgezeichnet. Es entstand die Nova Domus Communis, der Ratspalast sowie die Loggia dei Cavalieri, dazu wurde die Stadtmauer wesentlich erweitert. Auch siedelten sich in den 20er und 30er Jahren des 13. Jahrhunderts Franziskaner und Dominikaner in der Stadt an.
1214 verbündete sich Treviso mit Padua gegen Venedig und es begann der Krieg um das Castello d’amore, den Venedig gewann. Tiefere Ursache war die Forderung der Republik Venedig nach größerer Handelsfreiheit und Durchlässigkeit des Territoriums von Treviso und Padua.
Ezzelino III. da Romano wurde Podestà der Stadt, er verbündete sich 1232 mit Friedrich II. Doch 1235 vertrieben die Trevisaner die Kaiserlichen. Ab 1237 geriet die Stadt unter ständig wechselnde Fremdherrschaft. Die da Romano führten auch weiterhin für die Ghibellinen Kämpfe, doch fanden mehrfach Parteiwechsel statt. Erst die vereinigten Armeen von Venedig, Treviso, Vicenza, Verona, Mantua und Truppen Papst Alexanders IV. besiegten sie 1259 bei Cassano d’Adda. Alberico da Romano geriet 1260 in Gefangenschaft und wurde auf dem Marktplatz von Treviso verbrannt. Die Burgen der Ezzelini wurden niedergebrannt.

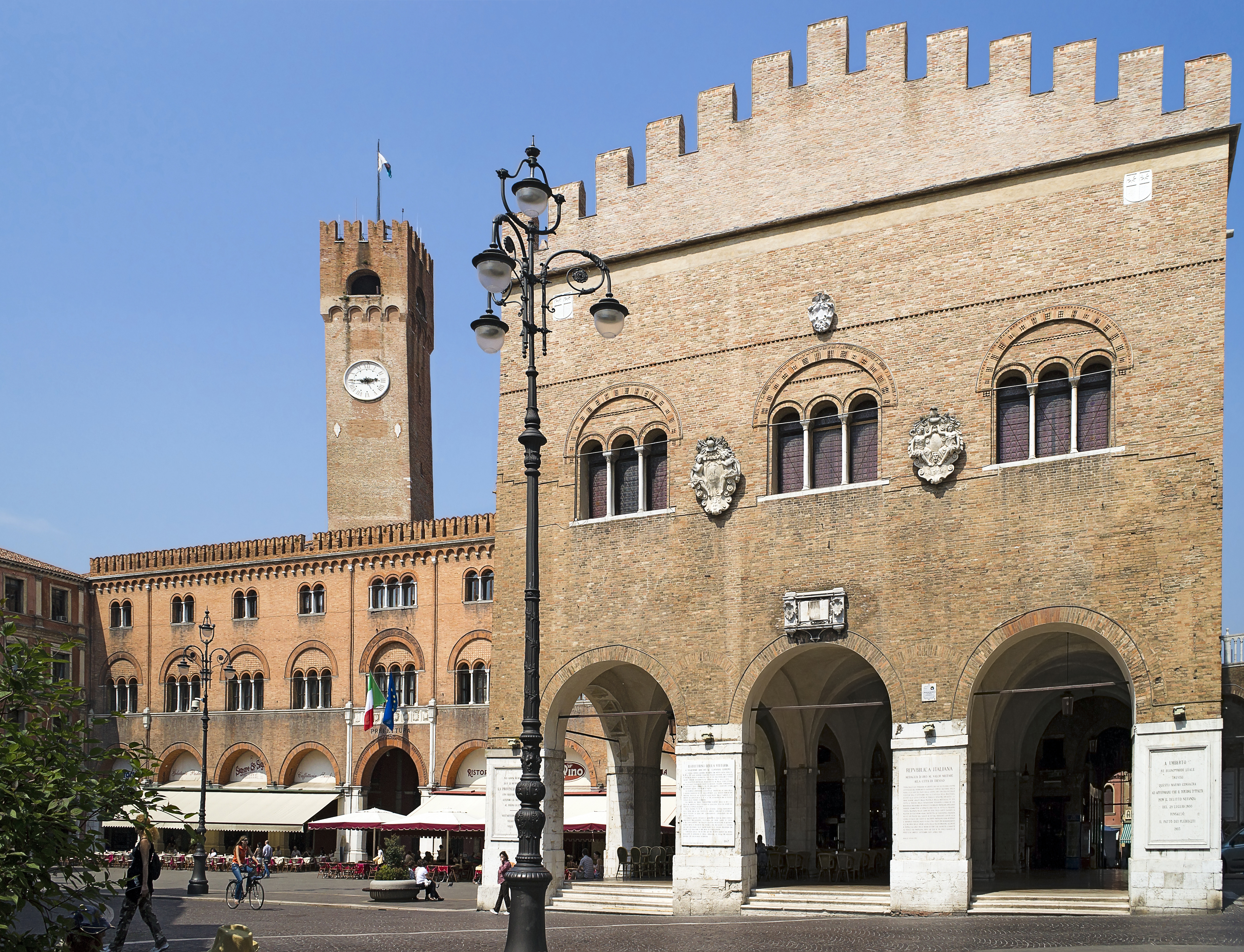
Palazzo dei Trecento

Doch die internen Konflikte waren damit nicht beendet. 1268 ermordete Gherardo de’ Castelli seinen Gegner Brancaleone de’ Ricchi. Am 15. November 1283 konnten die da Camino unter Führung von Gherardo da Camino die Castelli verbannen. Gherardo wurde vom Großen Rat zum Capitano generale ernannt. Er bekämpfte das Patriarchat von Aquileia von 1292 bis 1296. Als Gherardo 1306 starb, folgte ihm sein Sohn Rizzardo, der von Heinrich VII. den Titel Kaiserlicher Vikar erhielt. Gegen die uneingeschränkte Macht Rizzardos erhoben sich 1312 die Collalto und die Azzoni in einer Verschwörung. Rizzardo kam dabei ums Leben, sein Bruder Guecellone konnte sich nur noch kurze Zeit halten.
Zunächst schien es zu einer Wiedergeburt der Kommune zu kommen, wie sie im 13. Jahrhundert bestanden hatte. 1318 konnte die Stadt einen Angriff von Cangrande I. della Scala abwehren. 1328 verschärften sich die Fraktionskämpfe und Guecello Tempesta errichtete eine Diktatur, die jedoch durch die Eroberung durch Cangrande I. kurz vor dessen Tod im Juli 1329 ihr Ende fand.

### Della Scala, Besetzung durch Venedig (1339–1797), Carrara
1336 verbündete sich Venedig mit Florenz gegen Mastino II. della Scala. Im darauf folgenden bis 1339 dauernden Krieg wurde das kurze Intermezzo der Scaligerherrschaft beendet und Treviso von venezianischen Truppen besetzt. 1344 übergab der Rat der Stadt auch formal die Macht an die Republik Venedig. Die erste venezianische Herrschaft in Treviso dauerte bis 1381.

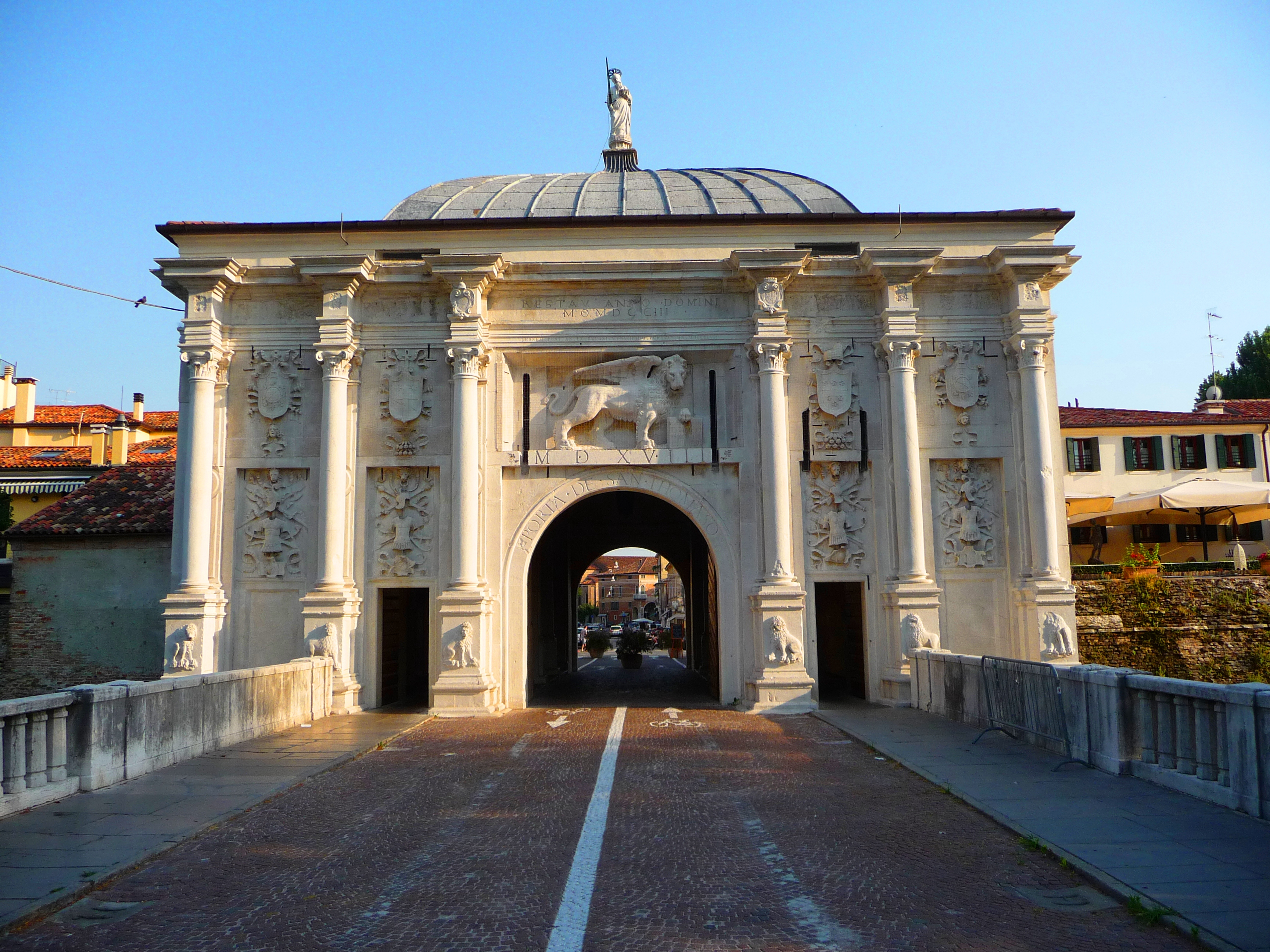
Porta San Tomaso

Francesco da Carrara von Padua belagerte als Verbündeter König Ludwigs I. von Ungarn 1356 Treviso im Kampf gegen Venedig. Mehrere Dogen waren in diesen Jahren Podestaten von Treviso, bevor sie in ihr Amt gewählt wurden. 1358 unterlag Venedig in der Schlacht bei Nervesa, Venedig verlor Dalmatien an Ungarn. Auch die Verhandlungen mit Karl IV. um die Markgrafschaft Treviso gingen zuungunsten Venedigs aus. 1392 bemühten sich die Scaligeri, Treviso und andere Städte zurückzugewinnen, ebenso wie die Stadt im Chioggia-Krieg in Mitleidenschaft gezogen wurde. 1381 sah sich Venedig, das von Genua bedrängt wurde, gezwungen, Treviso als Pfand an Leopold III. von Habsburg zu geben, um militärische Unterstützung zu gewinnen. Drei Jahre später kauften die Carrara Treviso. Mittels eines Aufstands gelang es Venedig 1388, die Carrara zu vertreiben und Treviso erneut zu gewinnen; es fiel jedoch 1392 erneut kurzzeitig an die Carrara.
Vier Jahrhunderte lang blieb die Stadt nun venezianisch. Im 14. und 15. Jahrhundert nahm in Treviso und seinem Territorium die ökonomische Abhängigkeit von Venedig zu, insbesondere aufgrund der Aufkäufe von Großgrundbesitz durch venezianische Patrizier.

### Neuzeit
Die Zugehörigkeit Trevisos zum Herrschaftsgebiet Venedigs bedeutete auch, dass es in die Kriege gegen die verschiedenen Bündnisse gezogen wurde, die sich gegen Venedig bildeten, wie etwa die Liga von Cambrai. Maximilian I. marschierte im August 1509 in Italien ein und belagerte Padua und Treviso 40 Tage lang. Anführer der Verteidiger in Treviso war Renzo degli Anguillara da Ceri. Nachdem der mit dem Habsburger verbündete französische König am 15. Oktober abgezogen war, beendeten auch die kaiserlichen Truppen die Belagerung.
1797 besetzten die Franzosen unter Mortier die Stadt, wofür Mortier 1808 den Titel eines Herzogs von Treviso erhielt. Die Franzosen traten Treviso aber 1798 an die Österreicher ab. Hier fand am 16. Januar 1801 ein Waffenstillstand zwischen Frankreich und Österreich statt. 1803 wurde bei der Neuorganisation des Veneto das Gebiet von Treviso eine der sieben Provinzen; als aber 1805 Österreich das Veneto an das Königreich Italien abtrat, wurde Treviso Hauptstadt des Departements Tagliamento. Am 5. Mai 1809 fand hier ein Gefecht zwischen den Österreichern und Franzosen statt. Als 1814 das Veneto wieder an Österreich kam, wurde Treviso eine der acht Delegationen des Gouvernements Venedig des Lombardisch-Venezianischen Königreichs.
Am 21. März 1848 brach in Treviso ein Aufstand aus, worauf die schwache österreichische Besatzung die Stadt räumen musste. Am 11. Mai 1848 siegten die Österreicher bei Treviso in einem Gefecht über die Piemontesen, worauf die Stadt von Graf Nugent beschossen wurde. Ein zweites zwölfstündiges Bombardement unter Ludwig von Welden hatte am 14. Juni 1848 die Kapitulation an Österreich zur Folge. Treviso befand sich noch bis 1866 im Besitz von Österreich, bis es in diesem Jahr durch den Wiener Frieden dauerhaft zum Königreich Italien kam.
Während des Ersten Weltkriegs, nachdem am 21. Mai 1915 Italien Österreich-Ungarn den Krieg erklärt hatte, wurde Treviso in der Nacht vom 17. auf den 18. April 1916 zum ersten Mal aus der Luft angegriffen, zehn Menschen wurden bei zwei Angriffen getötet, ein Mensch starb wenige Tage später. Bereits am 27. März hatten österreichische Flugzeuge Bomben am Piave abgeworfen, allerdings ohne größeren Schaden anzurichten, am selben Tag ließ eine andere Staffel Meningokokken über Verona fallen. Da Treviso weder über eine Abwehrmöglichkeit verfügte, noch über ein Alarmsystem, blieb nur die völlige Verdunkelung zwischen 22 Uhr und Sonnenaufgang, wie sie am 25. Mai angeordnet wurde. Doch Ende des Jahres wurde sie, wie in vielen Städten, wieder aufgehoben. Die Zerstörungen in Belgien hatten sich herumgesprochen, und so brachte man vorsichtshalber Tausende von Gemälden und Skulpturen in unterirdische Schutzräume. Ein Teil war schon vor Kriegsbeginn nach Florenz verbracht worden, später nach Bologna. Federführend war dabei der Direktor der Bibliothek Borgo Cavour, Luigi Bailo, der am 16. Juni 1915 zum Konservator der städtischen Pinakothek ernannt wurde. Nachdem bei einer Bombardierung Venedigs am 25. Oktober die Decke Tiepolos in der Scalzi-Kirche eingestürzt war, wurde die Suche nach Einlagerungsmöglichkeiten intensiviert, doch auch als im April Verona und Vicenza bombardiert wurden, gab es noch keine Lösung. Nun jedoch wurden die ersten Bauwerke mit Sandsäcken geschützt, die Gemälde transferiert. Als am 16. Juli erneut, wenn auch ohne Schaden anzurichten, Bomben auf Treviso fielen, und zugleich die Front auf wenige Kilometer herangerückt war, wurden zahlreiche Kunstwerke in den Vatikan verbracht. Dabei wurden selbst Werke von den Kirchenmauern entfernt, wie Gemälde von Lorenzo Lotto oder Tommaso da Modena aus San Nicolò. Doch gleichzeitig versuchten sich Mitglieder der Kommission zu bereichern, indem sie sich Kunstwerke aneigneten oder diese verkauften, Landsknechte und Kunstkenner aus Berlin und Wien führten regelrechte Raubzüge durch, wie etwa im Museo Civico von Oderzo, wie Bailo wusste (S. 77). Die nahe Front veranlasste etwa zwei Drittel der Trevisaner dazu, die Stadt zu verlassen (S. 103). Ab dem 1. November 1916 erfolgten nicht nur Luftangriffe, sondern auch unmittelbarer Beschuss durch Artillerie. Erneut wurde die Stadt, in der sich vor allem Soldaten aufhielten, am 22. Dezember aus der Luft attackiert, dann drei Tage lang vom 28. bis zum 30. Dezember, erneut am 26. und 27. Januar. Dabei wurde auch die städtische Pinakothek getroffen. Im Februar allein fanden zehn Luftangriffe statt. Der letzte Luftangriff fand in der Nacht vom 22. auf den 23. Oktober 1918 statt. Ziel war Santa Maria del Rovere am Stadtrand, wo viele englische und amerikanische Soldaten kampierten. Am 4. November endete für Italien der Krieg. Insgesamt wurde Treviso 32-mal aus der Luft angegriffen, 1526 Bomben fielen im Bereich innerhalb der Stadtmauern, wo zwei Drittel der Gebäude beschädigt wurden. Insgesamt starben mindestens 30 Menschen dabei (S. 112).

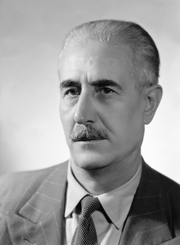
Vittorio Ghidetti, Gewerkschafter, Partisan und erster Nachkriegsbürgermeister, 1948

Von 1942 bis 1943 bestand bei Treviso das italienische Konzentrationslager Monigo zur Internierung von jugoslawischen und hauptsächlich slowenischen Zivilisten.

## Bevölkerungsentwicklung
| Jahr      | 1881   | 1901   | 1921   | 1936   | 1951   | 1971   | 1991   | 2001   | 2011   |
| --------- | ------ | ------ | ------ | ------ | ------ | ------ | ------ | ------ | ------ |
| Einwohner | 31.261 | 33.848 | 47.404 | 53.886 | 63.437 | 90.446 | 83.598 | 80.144 | 82.807 |

Quelle: ISTAT

## Politik
Treviso gilt als eine Hochburg der Lega Nord, die von 1994 bis 2013 durchgehend den Bürgermeister stellte. Von 1994 bis 2003 war Giancarlo Gentilini (Lega Nord) Bürgermeister der Stadt. Gianpaolo Gobbo wurde im Mai 2003 zum Bürgermeister gewählt und im April 2008 im Amt bestätigt. Gentilini amtierte seither als Vizebürgermeister.
Bei der Wahl im Juni 2013 unterlag Giancarlo Gentilini als Kandidat der Lega Nord jedoch dem Herausforderer vom Partito Democratico, Giovanni Manildo, der mit 55,5 % in der Stichwahl zum Bürgermeister gewählt wurde. Sein Mitte-links-Bündnis stellt seither 20 der 32 Gemeinderäte.
Caritas bezeichnete Treviso in ihrem Jahresbericht als die erfolgreichste Stadt bzw. Provinz Italiens in Bezug auf die Integration von Migranten.

## Wirtschaft
Der Ort liegt im Mittelpunkt eines stark landwirtschaftlich genutzten Gebietes (Getreide, Gemüse, Wein), ist aber auch ein bedeutender Industriestandort (Glas, Keramik, Papier, Textil, Maschinenbau, Elektrotechnik, Chemie). Die wichtigsten Unternehmen in der Region sind: Benetton Group, Zoppas (Electrolux), De’Longhi, Geox und der Fahrradhersteller Pinarello.
Der Flughafen Treviso, der hauptsächlich von Billigfluggesellschaften angeflogen wird, liegt 3 km südwestlich der Stadt.

## Kultur und Sehenswürdigkeiten
Kulturell zeichnet sich der Ort durch den Sitz des Bistums Treviso, sein Priesterseminar, ein literaturwissenschaftliches Institut, einige Museen, Bibliotheken und eine Gemäldesammlung aus.
Sehenswert ist die Altstadt sowie die gut erhaltene alte Stadtbefestigung mit Mauern (ab 1509 von Fra Giocondo erneuert), Bastionen und Kanälen. Aufgrund der vielen Kanäle, die die Stadt durchziehen, wird Treviso auch „città delle acque“ genannt.
Bedeutendstes Bauwerk der Altstadt ist der Dom San Pietro aus dem 12. Jahrhundert, der im 15./16. Jahrhundert vollständig erneuert wurde. Später wurde er immer wieder umgebaut und 1944 schwer beschädigt. Die Wiederherstellung dauerte von 1951 bis 1955. Interessant sind die romanische Krypta und die Fresken von Pordenone sowie Gemälde Tizians.
Daneben gibt es noch die Kirche San Francesco, die zwischen 1255 und 1283 erbaut und im 14. Jahrhundert erweitert wurde. In der Kirche wurden ein Sohn von Dante Alighieri und eine Tochter von Francesco Petrarca begraben.
Mit dem Bau der ehemaligen Dominikanerkirche San Nicolò wurde 1282 begonnen, bis ins Jahr 1389 wurde sie ausgebaut. Im Kapitelsaal des zugehörigen Klosters findet sich auf den um 1352 entstandenen Fresken des Malers Tommaso da Modena die früheste Darstellung einer Brille.
Sehenswert ist außerdem der Palazzo dei Trecento (erbaut ab 1207, ebenfalls 1944 zerstört, ab 1951 wiederhergestellt).
An einigen Bürgerhäusern befinden sich sehenswerte Fassadenmalereien des 15./16. Jahrhunderts.

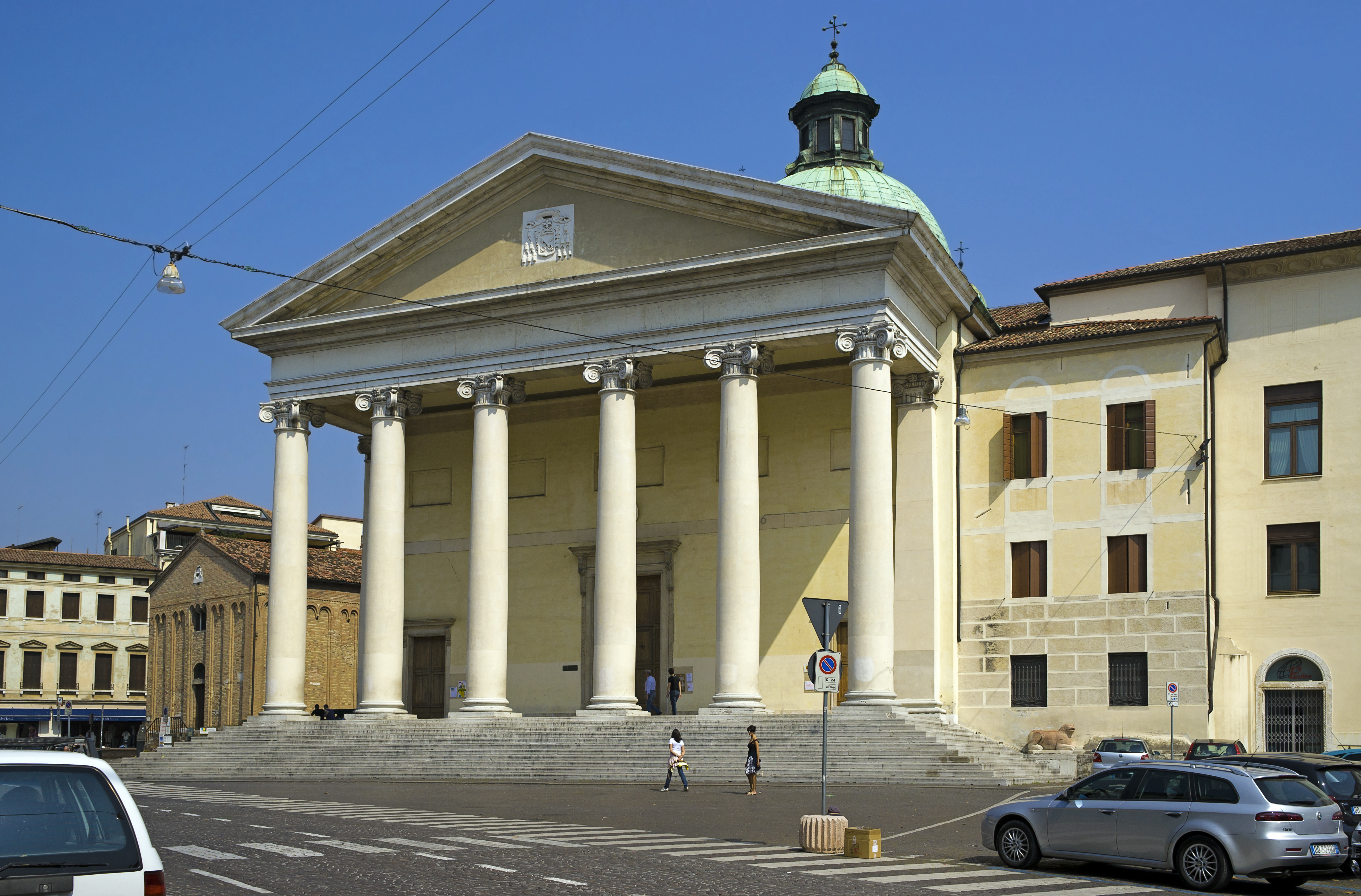
Der Dom von Treviso
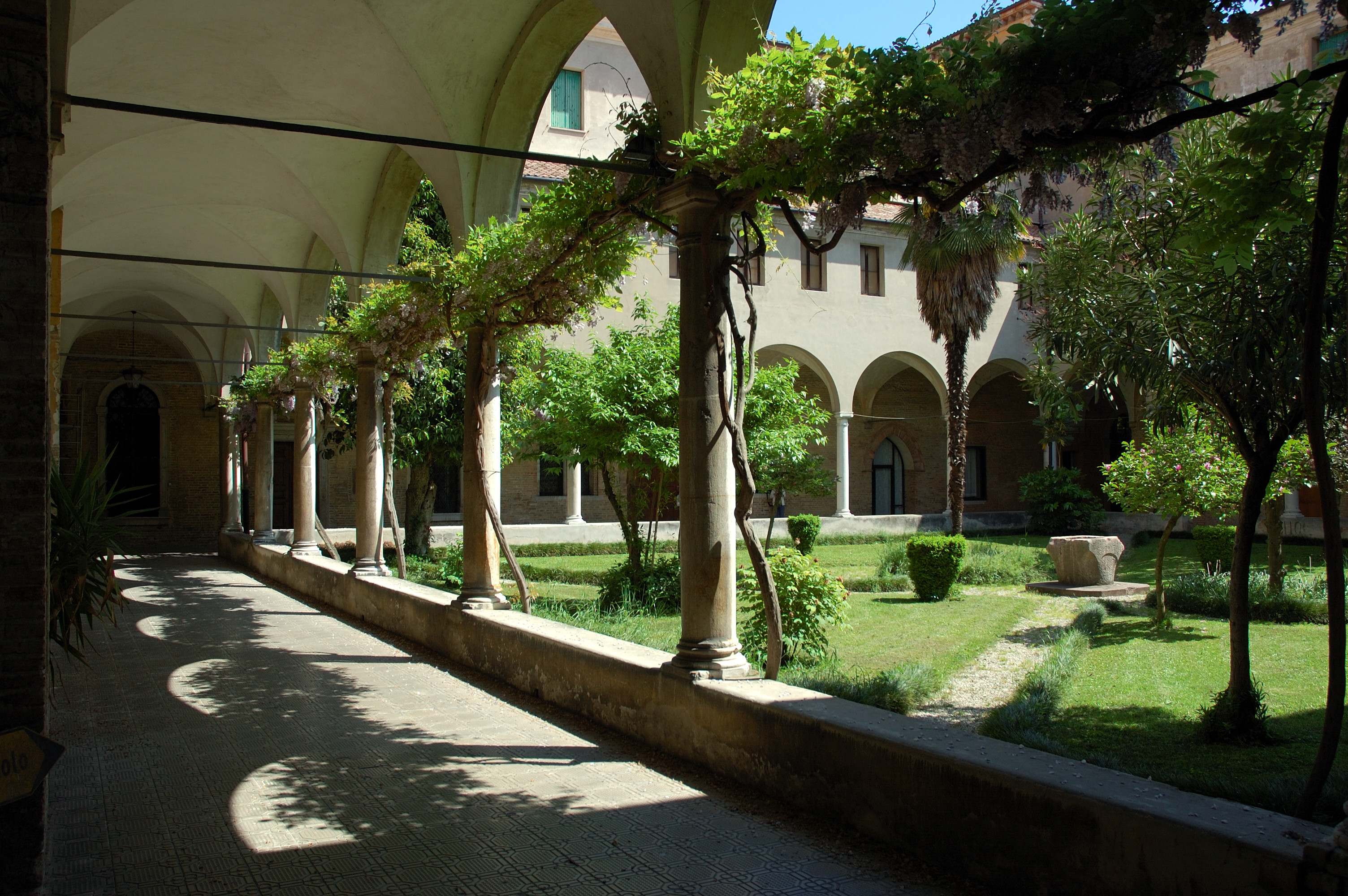
Kreuzgang des Priesterseminars
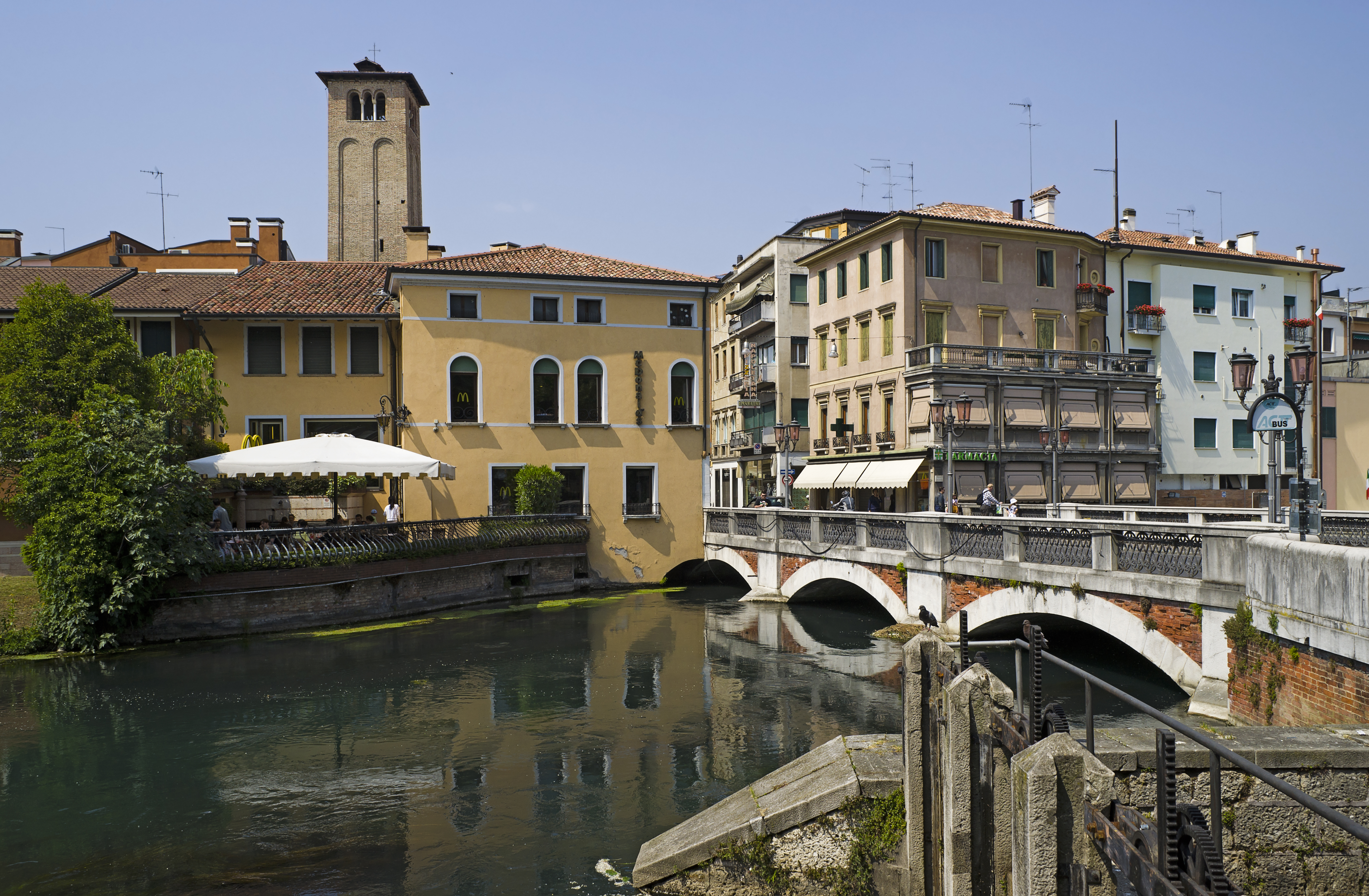
Brücke „San Martino“ über den Sile
Kriegerdenkmal
Denkmal von Mario Del Monaco
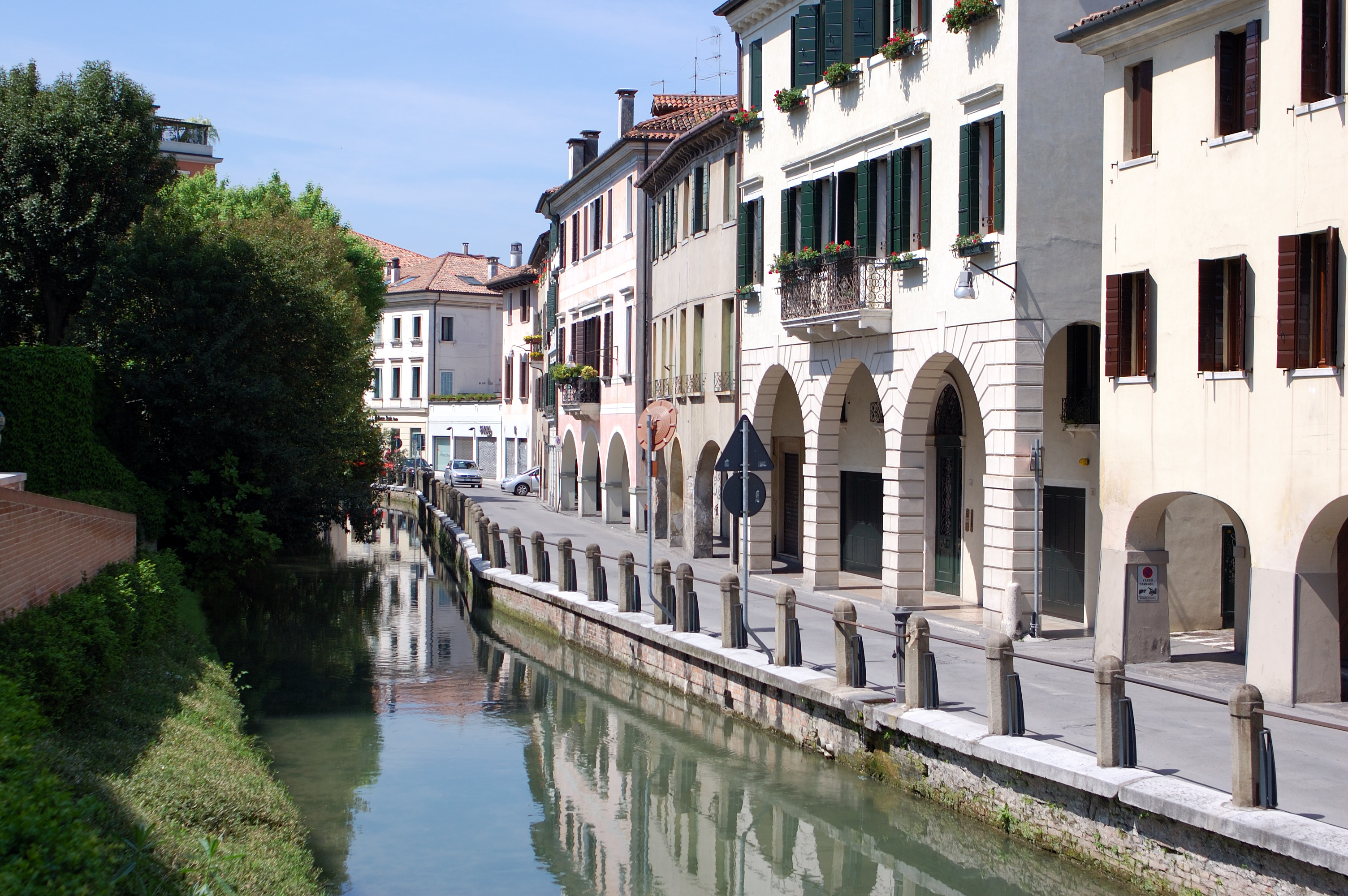
Via Roggia

## Sport

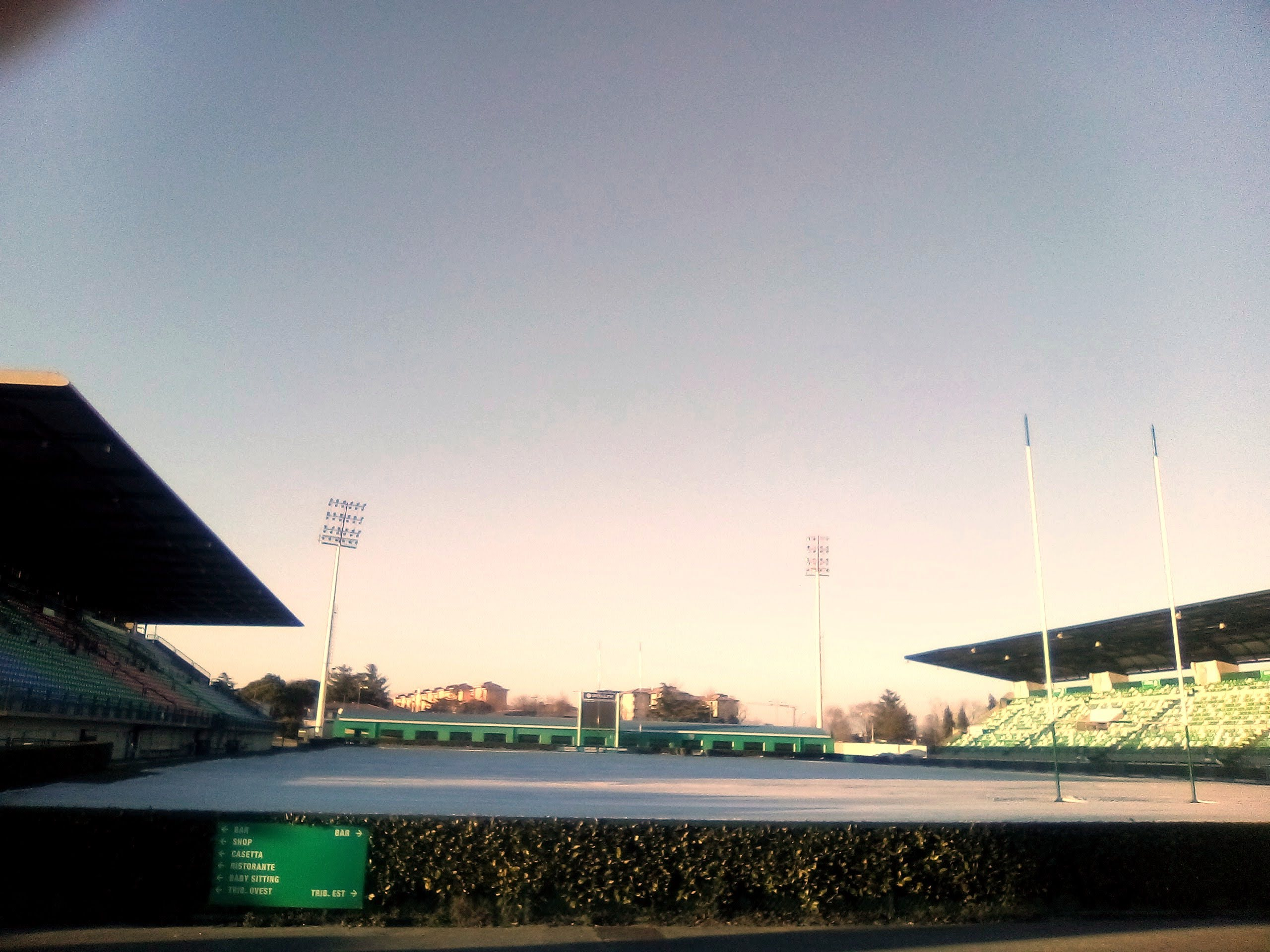
Städtisches Rugbystadion "Monigo"

Mit Sisley Volley Treviso hat die Stadt einen der stärksten Volleyballvereine der Welt. Der Verein ist 8-facher Meister in Italiens Liga A1, die als die stärkste der Welt gilt, sowie ebenfalls 8-facher Europacup-Sieger (3× European Champions League, 1× TopTeams Cup, 4× CEV Cup), 4-facher Coppa-Italia-Sieger.
Der heimische Fußballverein FC Treviso spielte in der Saison 2005/06 erstmals in der höchsten italienischen Spielklasse, der Serie A. Es folgte jedoch der sofortige Wiederabstieg in die Serie B.
Weitere wichtige Sportvereine der Stadt sind der Basketballklub Pallacanestro Treviso, besser bekannt als Benetton Treviso, und der Rugby-Union-Verein Benetton Rugby Treviso, die ebenfalls zu den besten Teams Italiens zählen.
Seit 2010 finden im BHR Treviso Hotel regelmäßig Turniere der Poolbillard-Turnierserie Euro-Tour statt. Bislang wurden 19 Turniere in Treviso ausgetragen, zuletzt die Treviso Open 2020.

## Städtepartnerschaften
Die Stadt unterhält mit folgenden Städten Partnerschaften:
| Stadt     | Land               | seit | Typ                               |
| --------- | ------------------ | ---- | --------------------------------- |
| Caen      | Frankreich         | 2007 | Partnerschaft der Provinz Treviso |
| Curitiba  | Brasilien          |      | unbelegt                          |
| Neuquén   | Argentinien        |      | unbelegt                          |
| Orléans   | Frankreich         | 1959 | mit Unterbrechung                 |
| Sarasota  | Vereinigte Staaten | 2007 | Partnerschaft der Provinz Treviso |
| Timișoara | Rumänien           | 2003 | belegt                            |

Die Stadt Leonding in Oberösterreich hat von einer angedachten Städtepartnerschaft nach Protesten der Bevölkerung und der regionalen Homosexuellenorganisation HOSI Linz infolge der Aussagen Giancarlo Gentilinis im Sommer 2007 wieder Abstand genommen. Aus dem gleichen Grund hat Orléans die Städtepartnerschaft mit Treviso am 18. Dezember 2007 zunächst aufgekündigt.

## Persönlichkeiten
Bekannte Persönlichkeiten der Stadt sind in der Liste von Persönlichkeiten der Stadt Treviso aufgeführt.

### Geschichte
- Giorgio Arnosti: Tarvisium capitale della Venetia romaica, in: Cenita Feliciter, L’epopea goto-romaico-longobarda nella Venetia tra VI e VIII sec. d.C., Vittorio Veneto 2017. (academia.edu)
- Rino Bellio: Storia di Treviso. Cierre Grafica, 2010.
- Max Fluß: Tarvisium. In: Paulys Realencyclopädie der classischen Altertumswissenschaft (RE). Band IV A,2, Stuttgart 1932, Sp. 2452 f.
- Livio Vanzetto, Ernesto Brunetta (Hrsg.): Storia di Treviso. 4 Bde., Venedig und Padua 1988–1991 (Bd. 2 Il Medioevo, reicht nur bis 1339).
- Dieter Girgensohn: Die abhängige Stadt im Italien des späteren Mittelalters. Jurisdiktion in Treviso unter der Herrschaft Venedigs (1338–1944). In: Quellen und Forschungen aus italienischen Archiven und Bibliotheken 91 (2011) 66–134. (online)
- Angela Möschter: Juden im venezianischen Treviso, 1389–1509. Dissertation. Trier 2004, Hahnsche Buchhandlung 2008.
- Henry Simonsfeld: Eine deutsche Colonie zu Treviso im späteren Mittelalter, in: Abhandlungen der Historischen Klasse der Königlich bayerischen Akademie der Wissenschaften, Bd. 19, München 1891, S. 544–638.

- Giovanni Bonifacio: Historia Trivigiana, Treviso 1591 (ältester Überblick). (Digitalisat)

### Kultur
- Giuseppe Maffioli: La cucina trevigiana. Storia e ricette. TARKA, Mulazzo 2013.